# Mesanthura gerlachi
Mesanthura gerlachi är en kräftdjursart som beskrevs av Johann-Wolfgang Wägele 1981. Mesanthura gerlachi ingår i släktet Mesanthura och familjen Anthuridae. Inga underarter finns listade i Catalogue of Life.